# Раушенберг (Гессен)
Раушенберг (нем. Rauschenberg) — город в Германии, в земле Гессен. Подчинён административному округу Гиссен. Входит в состав района Марбург-Биденкопф. Население составляет 4467 человек (на 31 декабря 2010 года). Занимает площадь 67,33 км². Официальный код — 06 5 34 017.
Город подразделяется на 7 городских районов.

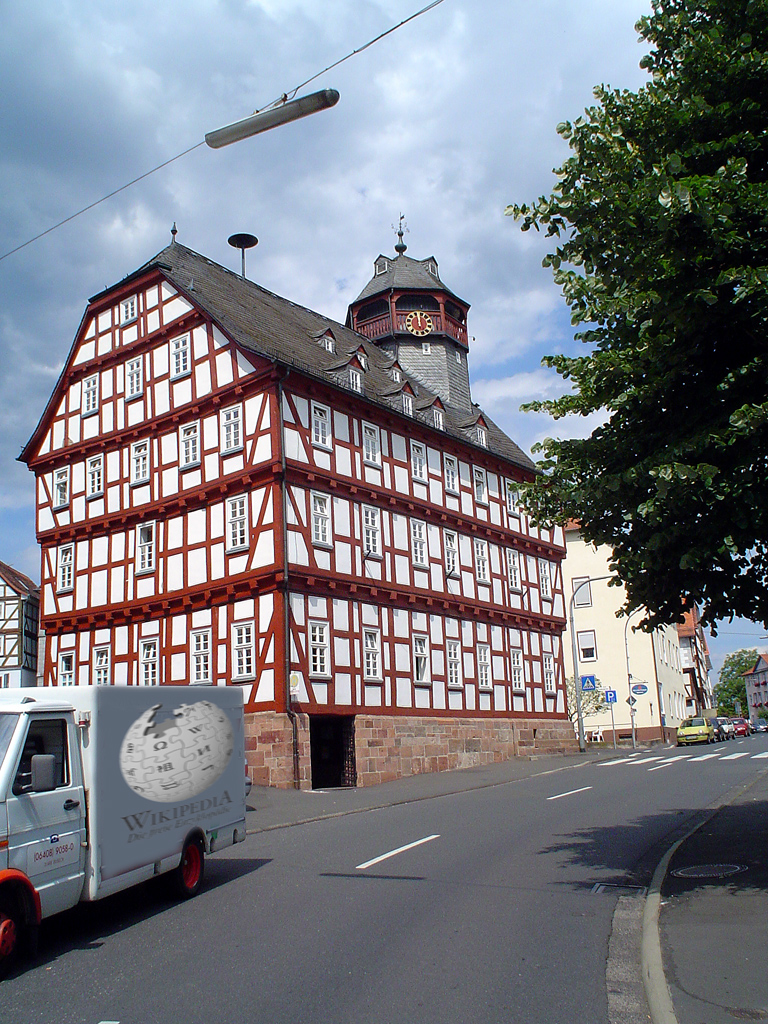
Раушенберг